# Owlchemy Labs
Owlchemy Labs è uno sviluppatore di videogiochi con sede ad Austin, in Texas. L'azienda è stata fondata nel 2010 dal laureato del Worcester Polytechnic Institute Alex Schwartz. Owlchemy è meglio conosciuto per i suoi videogiochi di realtà virtuale Job Simulator e Rick and Morty Simulator: Virtual Rick-ality. Nel maggio 2017 lo studio è stato acquistato da Google.
Owlchemy Labs ha anche fondato VR Austin, uno dei più grandi meetup incentrati sulla realtà virtuale negli Stati Uniti con oltre 2000 membri.
Alex Schwartz ha lasciato l'azienda il 18 luglio 2018: l'ex CTO Devin Reimer è diventato CEO e Andrew Eiche, al suo posto, CTO.

## Premi e riconoscimenti
- Job Simulator è diventato disco di platino nel gennaio 2020.[7][8].

- Job Simulator ha vinto il Game Developer's Choice Award per il miglior gioco VR / AR nel 2017.[9]

## Giochi sviluppati
- Super Ramen BROTHers - iOS (2010)
- AaaaaAAaaaAAAaaAAAAaAAAAA !!! - Windows (2011)
- Snuggle Truck  - Windows, Mac OS X (2011)
- Snuggle Truck - iOS (2011), Nokia N9, BlackBerry PlayBook, Windows (2012)
- Jack Lumber - Windows, Mac OS X, Linux (2013)
- Dyscourse - Windows, Mac OS X, Linux (2015)
- Job Simulator - Windows, PlayStation 4 (2016), Oculus Quest (21 maggio 2019)
- Rick and Morty Simulator: Virtual Rick-ality - Windows (HTC Vive, Oculus Rift), PlayStation VR (2017)
- Vacation Simulator - Windows (HTC Vive, Oculus Rift) (rilasciato il 9 aprile 2019), PlayStation VR (rilasciato il 18 giugno 2019), Oculus Quest (12 dicembre 2019)